# Klimow TW3-117

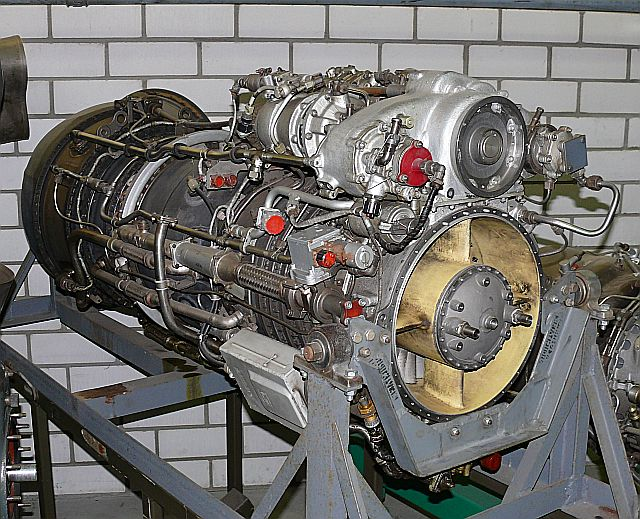
Klimow TW3-117

Das Klimow TW3-117 (auch Isotow TW3-117) ist eine Hubschrauberturbine des ehemals sowjetischen, heute russischen Triebwerkherstellers Klimow. Seit der Entwicklung im Jahr 1972 wurden bisher mehr als 25.000 Stück hergestellt, das Triebwerk wurde in 95 % aller sowjetischen und russischen Hubschrauber verwendet.

## Entwicklung
Das Unternehmen Klimow in Sankt Petersburg, Russland, wurde nach seinem ehemaligen, 1960 verstorbenen Chefkonstrukteur Wladimir Klimow benannt. Sein Stellvertreter und Nachfolger, Sergei Isotow, konstruierte dieses dem TW2-117 folgende Triebwerk und das zugehörige Untersetzungsgetriebe.
Ursprünglich entwickelt für die Mil-OKB-Hubschraubertypen Mi-24A und Mi-14, wurde das TW3-117 später auch in Mi-17, Mi-28 und Mi-35 sowie in die Kamow-Hubschraubertypen Ka-27, Ka-28, Ka-29, Ka-31, Ka-32, Ka-50 und Ka-52 eingebaut. Die Startleistung beträgt je nach Version 2.000 bis 2.400 PS.
Basierend auf dem TW3-117 entstanden Anfang dieses Jahrzehntes weitere Triebwerke wie das Klimow WK-2500 oder das Klimow WK-1500.
Die Triebwerksfamilie TW7-117 ist trotz ihres ähnlichen Namens eine vollständige Neukonstruktion und nicht mit dem TW3-117 verwandt.

## Versionen
- TW3-117 – für Mi-24A (1972)
- TW3-117M („M“ für Meer) – für Mi-14 (1976)
- TW3-117MT („MT“ für modernisiert, Transport) – für Mi-8MT/Mi-17 (1977)

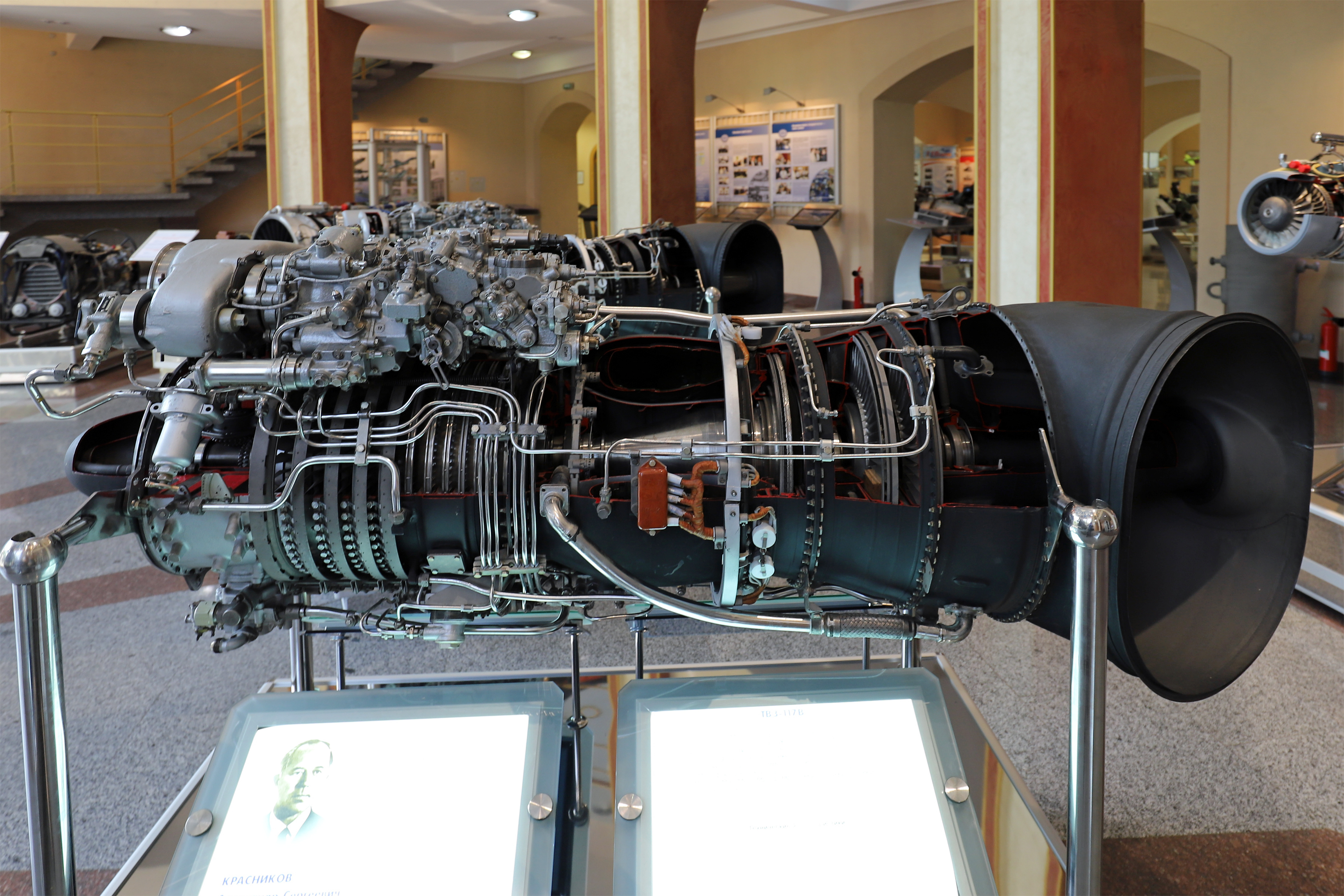
Klimow TW3-117W

- TW3-117KM („KM“ für Kamow, Meer) – für Ka-27
- TW3-117W („W“ für Höhe) – für die im Afghanistankrieg eingesetzten Mi-24 (1980)
- TW3-117WK („WK“ für Höhe, Kamow) – für Ka-27, Ka-29 und Ka-32 (1985)
- TW3-117WM („WM“ für Höhe, modernisiert) – für Mi-28 (1986)
- TW3-117WMA (Modifizierung „A“) – für Hubschrauber Ka-50, sowie Ka-27, Ka-29, Ka-31, Mi-24, Mi-28A/H, Ka-32 (1986)
- TW3-117WMA Serie 02 – für Ka-32 (1993)
- Als Turboprop TW3-117WMA-SBM1 für das Regionalverkehrsflugzeug Antonow An-140
- Als Turbojet TW3-117(A) – für unbemannte Aufklärungsflugzeuge (Drohnen)

## Einsatz
Nach der sowjetischen Intervention in Afghanistan stellte sich schnell heraus, dass die Antriebe der eingesetzten Mi-8- und Mi-24-Hubschrauber nur bedingt für die klimatischen Verhältnisse der Region geeignet waren. So erreichte das TW2-117A der Mi-8 bei den üblicherweise vorherrschenden Tagestemperaturen um die 40 °C nur etwa 2/3 seiner normalen Betriebsleistung, in den größeren Höhen des afghanischen Hochlands sank diese gar auf 50 % ab. Ab 1980 wurden deshalb Mi-8 mit dem verbesserten TW3-117MT eingesetzt. In weiterer Auswertung der Erfahrungen mussten die eingesetzten Mi-24D-Kampfhubschrauber mit Staubschutzanlagen vor den Lufteinläufen ausgestattet werden, da die im Leerlauf am Boden mit einer höheren Drehzahl als üblich laufenden Triebwerke eine große Menge der sehr sand- und staubhaltigen Luft ansaugten, welche die Kompressorschaufeln irreparabel beschädigte. Durch die Filter konnte deren Fremdkörpergehalt um 70 bis 75 % reduziert werden. 1981 erschien dann der Mi-24W, dessen verbessertes TW3-117W in den Höhen des Berglands 15 bis 20 % mehr Leistung erbrachte und mit dem die in Afghanistan verwendeten Mi-24D nach und nach ebenfalls ausgerüstet wurden.
Die seetaugliche Variante „M“ (für morskoi, Meer-) weist drauf hin, dass die Rotoren und Statoren der ersten Verdichterstufen mit einer Speziallegierung versehen sind, die das Ansetzen von Salz verhindert. Zur Erklärung: bei der Standschwebe über See oder Flügen in geringer Höhe über See saugen die Triebwerke Seewasser an, das in den Triebwerken verdampft, zurück bleibt das Salz aus dem Seewasser, das sich an den Schaufeln der Triebwerke absetzt und die Oberflächenstruktur und somit die Luftzirkulation beeinflusst. Das führt zu nicht unerheblichen Leistungsverlusten. Die Speziallegierung erschwert das Ansetzen des Salzes. Das angesetzte Salz kann durch einen „Waschvorgang“ entfernt werden.
Der Leistungsverlust durch angesetztes Salz war derart hoch, dass es notwendig war, die Triebwerke nach jedem Flug über See zu reinigen. Dafür wurde nach der Landung am Boden im Leerlauf der Triebwerke ein Alkohol-Wasser-Gemisch in die Lufteinläufe der Triebwerke eingespritzt. Dadurch wurden die Salzablagerungen abgespült, gelangten in die Brennkammer und wurden hier durch den Alkoholzusatz mit verbrannt oder liefen als Flüssigkeitsrest einfach aus dem Abgastrakt aus. Das Problem der Ablagerungen an den Rotoren und Statoren der Verdichterstufen des TW3-117 mit erheblichen Leistungsverlusten trat auch durch Umweltverschmutzung auf, zum Beispiel hatten die mit Mi-24, aber auch mit Mi-8 ausgerüsteten Einheiten in der DDR, die über Mitteldeutschland zum Einsatz kamen, dieselben Probleme durch Ablagerung von Kohlestaub und Abgasen aus den Braunkohlekraftwerken. Sie übernahmen in der Folge den Prozess des „Waschens“ der Triebwerke nach dem Flug vom Marinehubschraubergeschwader 18.

## Technische Daten
Die Triebwerke besitzen einen zwölfstufigen axialen Verdichter, der durch eine zweistufige Turbine angetrieben wird. Die Arbeitswelle wird ebenfalls von einer zweistufigen Turbine angetrieben.
| Name                             | TW3-117WM Serie 02  | TW3-117WMA Serie 02 |
| -------------------------------- | ------------------- | ------------------- |
| Notleistung                      | 2.200 PS (1.618 kW) | 2.400 PS (1.765 kW) |
| Startleistung                    | 2.000 PS (1.471 kW) | 2.200 PS (1.618 kW) |
| Spezifischer Kraftstoffverbrauch | 299 g/kWh           | 292 g/kWh           |
| Dauerleistung                    | 1.500 PS (1.103 kW) | 1.500 PS (1.103 kW) |
| Länge                            | 2055 mm             | 2055 mm             |
| Breite                           | 660 mm              | 660 mm              |
| Höhe                             | 728 mm              | 728 mm              |
| Gewicht                          | 295 kg              | 295 kg              |